# Copa del Rey 1983/84
Die Copa del Rey 1983/84 war die 80. Austragung des spanischen Fußballpokals.
Der Wettbewerb startete am 7. September 1983 und endete mit dem Finale am 5. Mai 1984 im Estadio Santiago Bernabéu in Madrid. Den Titel gewann Athletic Bilbao durch einen 1:0-Erfolg im Finale gegen den Titelverteidiger FC Barcelona. Da sich die Basken als Meister der Primera División für den Europapokal der Landesmeister qualifizierten, erhielt der FC Barcelona den Startplatz im Europapokal der Pokalsieger 1984/85.

## Erste Runde
Die Hinspiele wurden am 7., 13., 14., 15., 19. und 21. September, die Rückspiele am 19., 21., 23., 27. und 28. September 1983 ausgetragen.
|                          | Gesamt        |                           | Hinspiel | Rückspiel |
| ------------------------ | ------------- | ------------------------- | -------- | --------- |
| AD Parla                 | 5:1           | Atlético Madrileño        | 3:0      | 2:1       |
| SD Ponferradina          | 2:5           | Real Valladolid           | 1:2      | 1:3       |
| CD Tarancón              | 3:1           | CP Cacereño               | 2:0      | 1:1       |
| Club Lemos               | 0:2           | Arousa SC                 | 0:1      | 0:1       |
| SD Compostela            | 0:2           | CD Lugo                   | 0:0      | 0:2       |
| Celta Vigo               | 2:3           | CD Ourense                | 1:0      | 1:3       |
| FC Pontevedra            | 1:2           | Deportivo La Coruña       | 1:0      | 0:2       |
| Real Avilés              | 1:5           | Real Oviedo               | 0:2      | 1:3       |
| Racing Santander         | 6:0           | Gimnástica de Torrelavega | 2:0      | 4:0       |
| Anaitasuna CF            | 3:2           | CD Aurrerá de Vitoria     | 1:1      | 2:1       |
| Sestao SC                | 0:2           | Real Sociedad             | 0:0      | 0:2       |
| Bilbao Athletic          | 3:2           | CD Baskonia               | 2:1      | 1:1       |
| Jacetano CF              | 2:12          | CA Osasuna                | 1:8      | 1:4       |
| AD Sabiñánigo            | 6:2           | CD Peña Sport             | 3:0      | 3:2       |
| CD Tudelano              | 1:4           | CD Logroñés               | 1:1      | 0:3       |
| CD Aragón                | 5:4           | SD Huesca                 | 5:1      | 0:3       |
| UE Sant Andreu           | 2:3           | FC Andorra                | 1:1      | 1:2       |
| CE Sabadell              | 2:1           | UE Figueres               | 1:0      | 1:1       |
| UD Olot                  | 0:0 4:3 i. E. | UE Lleida                 | 0:0      | 0:0       |
| RCD Español              | 2:2 6:7 i. E. | Gimnàstic de Tarragona    | 1:0      | 1:2       |
| FC Badalona              | 1:3           | FC Barcelona Atlètic      | 1:0      | 0:3       |
| CF Lloret                | 4:3           | CD Banyoles               | 2:2      | 2:1       |
| CD Castellón             | 3:1           | CD Mestalla               | 3:0      | 0:1       |
| FC Valencia              | 3:2           | CD Alcoyano               | 3:1      | 0:1       |
| Benidorm CD              | 3:6           | CD Burriana               | 2:2      | 1:4       |
| Real Madrid Aficionados  | 1:2           | CD Badajoz                | 0:0      | 1:2       |
| CD Manchego              | 3:2           | Real Aranjuez             | 1:0      | 2:2       |
| Imperial CF              | 1:3           | Cartagena FC              | 0:1      | 1:2       |
| Hércules Alicante        | 9:1           | UD Almansa                | 2:1      | 7:0       |
| Torrevieja CF            | 1:4           | Real Murcia               | 1:1      | 0:3       |
| CD Eldense               | 1:3           | FC Elche                  | 1:2      | 0:1       |
| Albacete Balompié        | 3:2           | Orihuela Deportivo CF     | 1:1      | 2:1       |
| SDG Arandina             | 3:7           | Real Oviedo Aficionados   | 3:2      | 0:5       |
| UD Salamanca             | 5:0           | Atlético Astorga          | 3:0      | 2:0       |
| Real Valladolid Promesas | 2:2 2:4 i. E. | FC Palencia               | 1:1      | 1:1       |
| CD Pozoblanco            | 2:1           | CA Benamiel               | 1:1      | 1:0       |
| Melilla CF               | 2:6           | CD Málaga                 | 1:3      | 1:3       |
| Real Linense             | 5:4           | FC Córdoba                | 3:3      | 2:1       |
| Linares CF               | 4:3           | CD Antequerano            | 1:1      | 3:2       |
| FC Granada               | 3:1           | CF Villanueva             | 2:0      | 1:1       |
| CA Marbella              | 4:3           | CD Macael                 | 3:1      | 1:2       |
| Recreativo Huelva        | 3:2           | FC Algeciras              | 2:0      | 1:2       |
| FC Cádiz                 | 9:0           | AD Ceuta                  | 9:0      | 0:0       |
| UD Telde                 | 0:7           | UD Las Palmas             | 0:0      | 0:7       |
| CD Teneriffa             | 1:1 1:3 i. E. | UD Güímar                 | 1:0      | 0:1       |
| CE Constància            | 2:1           | CD Murense                | 1:1      | 1:0       |
| CD Manacor               | 1:6           | RCD Mallorca              | 0:2      | 1:4       |
| Racing de Ferrol         | 1:0           | Gran Peña Celtista        | 1:0      | 0:0       |
| UP Langreo               | 0:6           | Sporting Gijón            | 0:1      | 0:5       |
| Castro FC                | 2:3           | CD Rayo Cantabria         | 1:1      | 1:2       |
| SD Amorebieta            | 0:5           | Deeportivo Alavés         | 0:2      | 0:3       |
| Cultural de Durango      | 1:3           | SD Eibar                  | 0:0      | 1:3       |
| UD Vall d’Uixó           | 0:6           | Levante UD                | 0:2      | 0:4       |
| Rayo Vallecano           | 6:1           | Mérida Industrial CF      | 5:1      | 1:0       |
| CD Pegaso                | 6:4           | Real Ávila                | 6:1      | 0:3       |
| CP Villarrobledo         | 1:2           | CF Gandía                 | 1:1      | 0:1       |
| Gimnástica Medinense     | 2:6           | Zamora CF                 | 0:1      | 2:5       |
| Brenes CF                | 1:6           | Deportivo Xerez           | 1:1      | 0:5       |
| CD Puerto Cruz           | 1:2           | CD San Andrés             | 1:1      | 0:1       |
| CD Badía                 | 1:1 4:0 i. E. | UD Porreras               | 0:0      | 1:1       |
| Sevilla Atlético         | 0:1           | Betis Sevilla             | 0:1      | 0:0       |
| CA Monzón                | 3:11          | Real Saragossa            | 0:6      | 3:5       |
| CD Talavera              | 2:4           | Castilla CF               | 1:2      | 1:2       |
| Coria CF                 | 5:1           | RC Portuense              | 3:1      | 2:0       |

- Freilose: SD Tenisca, SD Portmany und UD Las Palmas Atlético.

## Zweite Runde
Die Hinspiele wurden am 11. und 12. Oktober, die Rückspiele am 18. und 19. Oktober 1983 ausgetragen.
|                         | Gesamt        |                        | Hinspiel | Rückspiel |
| ----------------------- | ------------- | ---------------------- | -------- | --------- |
| CD Rayo Cantabria       | 0:8           | Real Sociedad          | 0:1      | 0:7       |
| CD Tarancón             | 1:10          | Atlético Madrid        | 1:5      | 0:5       |
| Real Linense            | 1:7           | Betis Sevilla          | 1:3      | 0:4       |
| Recreativo Huelva       | 2:1           | FC Cádiz               | 0:0      | 1:0       |
| Coria CF                | 2:8           | CD Málaga              | 1:4      | 1:4       |
| CD Badía                | 0:3           | RCD Mallorca           | 0:2      | 0:1       |
| Levante UD              | 2:3           | Real Murcia            | 1:0      | 1:3       |
| CA Osasuna              | 8:2           | AD Sabiñánigo          | 7:2      | 1:0       |
| CD Badajoz              | 2:9           | Real Madrid            | 1:2      | 1:7       |
| UD Salamanca            | 4:2           | FC Palencia            | 2:1      | 2:1       |
| FC Sevilla              | 3:3 6:7 i. E. | FC Granada             | 0:0      | 3:3       |
| Real Oviedo Aficionados | 1:5           | Sporting Gijón         | 0:1      | 1:4       |
| CF Gandía               | 2:5           | FC Valencia            | 2:1      | 0:4       |
| Real Valladolid         | 3:1           | Zamora CF              | 3:0      | 0:1       |
| CD Logroñés             | 1:7           | Real Saragossa         | 1:4      | 0:3       |
| CF Lloret               | 2:7           | FC Barcelona Atlètic   | 2:1      | 0:6       |
| CD Aragón               | 3:1           | Bilbao Athletic        | 2:1      | 1:0       |
| Albacete Balompié       | 4:5           | Cartagena FC           | 2:0      | 2:5       |
| CD Burriana             | 3:4           | CD Castellón           | 1:2      | 2:2       |
| Castilla CF             | 6:1           | CD Manchego            | 4:1      | 2:0       |
| CD Ourense              | 3:4           | Deportivo La Coruña    | 2:1      | 1:3       |
| Hércules Alicante       | 1:1 ?:? i. E. | FC Elche               | 0:1      | 1:0       |
| SD Tenisca              | 1:9           | UD Las Palmas          | 1:0      | 0:9       |
| Linares CF              | 5:1           | CA Marbella            | 4:0      | 1:1       |
| CD Lugo                 | 1:2           | Real Oviedo            | 1:1      | 0:1       |
| Racing Santander        | 2:3           | SD Eibar               | 1:1      | 1:2       |
| Rayo Vallecano          | 7:2           | AD Parla               | 2:0      | 5:2       |
| Anaitasuna CF           | 1:6           | Deportivo Alavés       | 0:1      | 1:5       |
| CE Sabadell             | 2:2 5:4 i. E. | FC Andorra             | 1:0      | 1:2       |
| Racing de Ferrol        | 2:3           | Arousa SC              | 1:3      | 1:0       |
| Gimnàstic de Tarragona  | 1:3           | UD Olot                | 0:1      | 1:2       |
| Deportivo Xerez         | 4:2           | CD Pozoblanco          | 3:1      | 1:1       |
| CE Constància           | 3:6           | SD Portmany            | 3:1      | 0:5       |
| CD San Andrés           | 3:5           | UD Las Palmas Atlético | 2:0      | 1:5       |

- Freilose: CD Pegaso und UD Güímar.

## Dritte Runde
Die Hinspiele wurden am 1., 2., 3. und 9. November, die Rückspiele am 17., 22. und 23. November 1983 ausgetragen.
|                   | Gesamt        |                        | Hinspiel | Rückspiel |
| ----------------- | ------------- | ---------------------- | -------- | --------- |
| Deportivo Alavés  | 0:3           | Linares CF             | 0:1      | 0:2       |
| CD Aragón         | 2:4           | Real Sociedad          | 0:2      | 2:2       |
| Arousa SC         | 3:4           | CA Osasuna             | 2:1      | 1:3       |
| Cartagena FC      | 4:1           | FC Granada             | 3:0      | 1:1       |
| Castilla CF       | 4:2           | Betis Sevilla          | 4:1      | 0:1       |
| UD Güímar         | 0:6           | Sporting Gijón         | 0:2      | 0:4       |
| Deportivo Xerez   | 5:2           | UD Las Palmas Atlético | 3:0      | 2:2       |
| UD Las Palmas     | 3:1           | UD Salamanca           | 0:0      | 3:1       |
| CD Málaga         | 5:1           | SD Eibar               | 2:0      | 3:1       |
| RCD Mallorca      | 0:2           | FC Barcelona Atlètic   | 0:0      | 0:2       |
| Real Murcia       | 1:1 4:5 i. E. | CD Castellón           | 1:0      | 0:1       |
| CD Pegaso         | 1:3           | Deportivo La Coruña    | 1:0      | 0:3       |
| UD Olot           | 0:6           | Hércules Alicante      | 0:4      | 0:2       |
| Real Oviedo       | 0:3           | Real Madrid            | 0:1      | 0:2       |
| SD Portmany       | 3:5           | Atlético Madrid        | 2:2      | 1:3       |
| Recreativo Huelva | 2:3           | FC Valencia            | 0:1      | 2:2       |
| CE Sabadell       | 3:2           | Real Saragossa         | 2:1      | 1:1       |
| Real Valladolid   | 6:3           | Rayo Vallecano         | 4:3      | 2:0       |

## Vierte Runde
Die Hinspiele wurden am 7. und 8. Dezember, die Rückspiele am 20., 22., 27. und 28. Dezember 1983 ausgetragen.
|                   | Gesamt        |                 | Hinspiel | Rückspiel |
| ----------------- | ------------- | --------------- | -------- | --------- |
| Cartagena FC      | 0:5           | Athletic Bilbao | 0:3      | 0:2       |
| Hércules Alicante | 3:3 6:5 i. E. | CD Málaga       | 2:1      | 1:2       |
| UD Las Palmas     | 4:2           | Real Valladolid | 2:0      | 2:2       |
| CE Sabadell       | 2:5           | Real Madrid     | 1:2      | 1:3       |

- Freilose: FC Barcelona Atlètic, CA Osasuna, Castilla CF, CD Castellón, Atlético Madrid, Linares CF, Deportivo La Coruña, Real Sociedad, Sporting Gijón, FC Valencia und Deportivo Xerez.

## Achtelfinale
Die Hinspiele wurden am 25. Januar, die Rückspiele am 8. Februar 1984 ausgetragen.
|                      | Gesamt        |                | Hinspiel | Rückspiel |
| -------------------- | ------------- | -------------- | -------- | --------- |
| Athletic Bilbao      | 1:1 5:3 i. E. | Real Sociedad  | 0:0      | 1:1       |
| Atlético Madrid      | 1:2           | CA Osasuna     | 0:0      | 1:2       |
| FC Barcelona Atlètic | 0:1           | Real Madrid    | 0:0      | 0:1       |
| Castilla CF          | 4:3           | FC Valencia    | 3:2      | 1:1       |
| Deportivo La Coruña  | 1:0           | CD Castellón   | 0:0      | 1:0       |
| Hércules Alicante    | 2:4           | FC Barcelona   | 2:1      | 0:3       |
| Deportivo Xerez      | 0:7           | Sporting Gijón | 0:3      | 0:4       |
| UD Las Palmas        | 2:0           | Linares CF     | 1:0      | 1:0       |

## Viertelfinale
Die Hinspiele wurden am 22. Februar, die Rückspiele am 14. März 1984 ausgetragen.
|                     | Gesamt |                 | Hinspiel | Rückspiel |
| ------------------- | ------ | --------------- | -------- | --------- |
| FC Barcelona        | 6:3    | CA Osasuna      | 4:0      | 2:3       |
| Castilla CF         | 2:3    | UD Las Palmas   | 2:0      | 0:3       |
| Deportivo La Coruña | 2:4    | Real Madrid     | 2:1      | 0:3       |
| Sporting Gijón      | 2:3    | Athletic Bilbao | 2:1      | 0:2       |

## Halbfinale
Die Hinspiele wurden am 4. April, die Rückspiele am 18. April 1984 ausgetragen.
|              | Gesamt        |                 | Hinspiel | Rückspiel |
| ------------ | ------------- | --------------- | -------- | --------- |
| FC Barcelona | 2:2 4:2 i. E. | UD Las Palmas   | 2:1      | 0:1       |
| Real Madrid  | 1:1 3:4 i. E. | Athletic Bilbao | 0:1      | 1:0       |

## Finale
Nach dem Abpfiff kam es infolge eines Trittes von Diego Maradona gegen Bilbao-Ersatzspieler Miguel Ángel Solá zu schweren Ausschreitungen zwischen den Spielern beider Mannschaften.
| Athletic Bilbao                                   | Athletic Bilbao | FC Barcelona | FC Barcelona |
| ------------------------------------------------- | --- | --- | ------------ |
| Athletic Bilbao                                   | \| 5. Mai 1984 in Madrid (Estadio Santiago Bernabéu) \| \| Ergebnis: 1:0 (1:0) \| \| Zuschauer: 100.000 \| \| Schiedsrichter: Ángel Franco Martínez \| | \| 5. Mai 1984 in Madrid (Estadio Santiago Bernabéu) \| \| Ergebnis: 1:0 (1:0) \| \| Zuschauer: 100.000 \| \| Schiedsrichter: Ángel Franco Martínez \|                                                                                          | FC Barcelona |
| Athletic Bilbao                                   | Andoni Zubizarreta – Santiago Urquiaga, Íñigo Liceranzu, Andoni Goikoetxea, José María Núñez – Patxi Salinas, Miguel De Andrés, Ismael Urtubi – Daniel Ruiz-Bazán , Endika Guarrotxena (61. Manuel Sarabia), Estanislao Argote (87. José Ramón Gallego) Cheftrainer: Javier Clemente | Urruti – Tente Sánchez , Migueli, José Ramón Alexanko, Julio Alberto Moreno – Víctor Muñoz, Bernd Schuster, Juan Carlos Rojo (63. Paco Clos) – Marcos Alonso, Diego Maradona, Francisco Carrasco Cheftrainer: César Luis Menotti ( Argentinien) | FC Barcelona |
| Athletic Bilbao                                   | 1:0 Endika Guarrotxena (14.) | | FC Barcelona |
| Athletic Bilbao                                   | Patxi Salinas (21.), Ismael Urtubi (26.), Íñigo Liceranzu (37.) | Francisco Carrasco (8.), Víctor Muñoz (53.), Bernd Schuster (57.), José Ramón Alexanko (62.) | FC Barcelona |
| 5. Mai 1984 in Madrid (Estadio Santiago Bernabéu) | | |              |
| Ergebnis: 1:0 (1:0)                               | | |              |
| Zuschauer: 100.000                                | | |              |
| Schiedsrichter: Ángel Franco Martínez             | | |              |